# Вдовье
Вдо́вье — деревня в Берёзовском сельском поселении Галичского района Костромской области России. 

## История
Согласно Спискам населенных мест Российской империи в 1872 году деревня Вдовья относилась к 2 стану Солигаличского уезда Костромской губернии. В ней числилось 18 дворов, проживало 45 мужчин и 52 женщины.
Согласно переписи населения 1897 года в деревне проживало 124 человек (55 мужчин и 70 женщин).
Согласно Списку населенных мест Костромской губернии в 1907 году деревня относилась к Нольско-Березовской волости Солигаличского уезда Костромской губернии. По сведениям волостного правления за 1907 год в ней числилось 24 крестьянских двора и 151 житель.
До муниципальной реформы 2010 года деревня также входила в состав Березовского сельского поселения.

## Население
По состоянию на 1 января 2014 года в деревне числилось 8 хозяйств, проживало 23 человека.
| 2008 | 2010 | 2012 | 2014 |
| ---- | ---- | ---- | ---- |
| 23   | ↗24  | ↘22  | →22  |